# Redmar Siegertsz
Redmar Siegertsz (Amsterdam, 14 juni 2000) is een Nederlandse acteur. 
Siegertsz is een zoon van actrice Camilla Siegertsz en componist Fons Merkies. Zijn oudere zus Java is ook actrice, evenals zijn jongere zus Tess. In de film Alles is Liefde speelden Redmar en Java broer en zus (David en Fenna Coelman). Moeder Camilla vertolkte eveneens een rol in de film. In de serie De Leeuwenkuil speelde Redmar de rol van Daniël Durvers, en zijn jongste zusje speelde Littel Durvers. Ook moeder Camilla speelde een kleine rol in deze serie.

## Filmografie

### Televisie
- 2015 - Moordvrouw als Bas van Bemmelen
- 2013 - De Leeuwenkuil als Daniël Durvers
- 2013 - Malaika als Alex Driessen
- 2013 - 2016 Penoza als Elroy Ooms (seizoen 2-4)
- 2011-2015 - Overspel als Menno van Erkel
- 2009 - 't Vrije Schaep als Ventje

### Film
- 2007 - Alles is Liefde als David Coelman